# Joseph Anton Settegast
Joseph Anton Settegast (né le 8 février 1813, mort le 19 mars 1890) est un peintre allemand. Il faisait partie du Mouvement nazaréen.

## Biographie
Il reçoit ses premières leçons d'art entre 1829 et 1831 à l'Académie des beaux-arts de Düsseldorf, mais il n'est pas satisfait de la qualité de l'enseignement, et poursuit avec Philipp Veit à l'institut pour les arts de Frankfort, où il séjourne jusqu'en 1838. Entre 1839 et 1843 il effectue plusieurs voyages d'études en Italie. À son retour il se marie avec Dorothea Veit, la fille de son professeur et vit à Frankfort jusqu'en 1849. Par la suite il va à Coblence puis à Mayence en 1860. Il réalise des peintures pour de nombreuses églises, dont la Basilique Saint-Castor à Coblence et la Cathédrale Saint-Martin de Mayence.

## Galerie

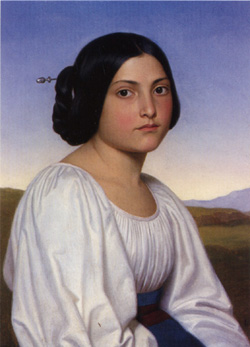
Portrait de Vittoria Caldoni (1842)
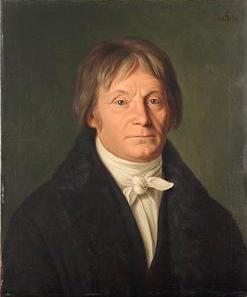
Portrait de J.J. Von Görres
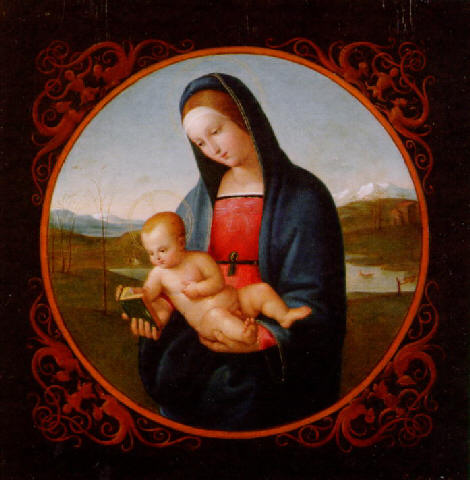
Madone (1839)